# Трёхцветная мухоловка
Трёхцветная мухоловка (лат. Ficedula tricolor) — вид птиц из семейства мухоловковых. Выделяют четыре подвида.

## Распространение
Обитают на Индийском субконтиненте и в Юго-Восточной Азии на территории Бангладеш, Бутана, Индии, Лаоса, Мьянмы, Непала, Пакистана, Таиланда и Вьетнама. В феврале 1993 года имело место единственное наблюдение на Шри-Ланке.
Естественной средой обитания представителей вида являются субтропические или тропические влажные горные леса.

## Описание
Длина тела 12,5—13 см. Вес 6—10 г. Клюв короткий, хвост длинный.

## Биология
Питаются мелкими беспозвоночными.

## Охранный статус
МСОП присвоил виду охранный статус LC.